# Частота
Частота́ — физическая величина, характеристика периодического процесса, равная отношению количества повторяющихся событий к промежутку времени, за который они произошли. Обозначается буквой латинского алфавита {\displaystyle f} («эф», от англ. frequency) или  буквой греческого алфавита {\displaystyle \nu } («ню»). 
Примером «процесса» служат колебания пружинного маятника, а «события» — попадание груза в выбранную крайнюю точку. Ещё пример: «процесс» — генерация прямоугольных импульсов тока, а «событие» — появление переднего фронта такого импульса. Промежуток {\displaystyle \Delta t}, за который считаются события, должен быть достаточно большим. 
Частота обратно пропорциональна периоду функции, описывающей поведение какой-либо величины {\displaystyle s=s(t)} в ходе процесса: {\displaystyle \nu =1/T}, под периодом понимается такой минимальный промежуток времени, для которого в любой момент {\displaystyle t} выполнено соотношение {\displaystyle s(t)=s(t\pm T)}. В примере с маятником роль {\displaystyle s} играет координата {\displaystyle x}.
Единица измерения частоты в СИ — герц (русское обозначение: Гц; международное: Hz), названа в честь физика Генриха Герца.
| Частота | 1 мГц (10−3 Гц) | 1 Гц (100 Гц) | 1 кГц (103 Гц) | 1 МГц (106 Гц) | 1 ГГц (109 Гц) | 1 ТГц (1012 Гц) |
| Период  | 1 кс (103 с)    | 1 с (100 с)   | 1 мс (10−3 с)  | 1 мкс (10−6 с) | 1 нс (10−9 с)  | 1 пс (10−12 с)  |

Частота, как и время, является одной из наиболее точно измеряемых физических величин: до относительной точности 10−17.
Частота фигурирует в самых различных физических формулах, в первую очередь описывающих механические и электрические колебательные процессы, а также акустические и электромагнитные волны, равно как и волны иного типа. В квантовой механике частота колебаний волновой функции квантовомеханического состояния имеет физический смысл энергии этого состояния (частоту ν и энергию E связывает постоянная Планка: E = hν ). Что касается численных значений, в природе известны периодические процессы с частотами от ~10−16 Гц (частота обращения Солнца вокруг центра Галактики) до ~1035 Гц (частота колебаний поля, характерная для наиболее высокоэнергичных космических лучей).

## Частота синусоидального сигнала
Простейшим и одновременно важнейшим случаем периодического сигнала является синусоидальная зависимость изменяющегося параметра от времени 
{\displaystyle s(t)=A\sin(2\pi \nu t+\alpha ),\quad \nu =T^{-1}},
где {\displaystyle A} и {\displaystyle \alpha } — константы. Более сложные периодические зависимости сводятся к сумме синусоидальных. Чем больше период, тем меньше частота, и наоборот (см. анимацию).
Частота здесь является величиной, показывающей количество циклов (то есть число раз, когда фаза {\displaystyle 2\pi \nu t+\alpha } становится кратной {\displaystyle 2\pi }) в секунду. Иногда для акцентуации физического смысла вводится синоним «циклическая частота». 
Нередко, особенно в теории электромагнетизма, в теоретической физике, электротехнике, электронике, вместо {\displaystyle \nu } используется величина «угловая частота»:
{\displaystyle \nu \,\,\to \,\,\omega =2\pi \nu },
также называемая «радиальной» или «круговой» частотой. При этом упрощается запись ряда формул, так как не требуется вставлять {\displaystyle 2\pi }.

## Единицы измерения частоты
Как видно из определения, и частота, и угловая частота имеют размерность обратной секунды. 
Но, в целях исключения путаницы между {\displaystyle \nu } и {\displaystyle \omega }, для размерности {\displaystyle \nu } принято использовать специальное название — герц (Гц, Hz). Единица измерения герц введена в 1930 году Международной электротехнической комиссией, а в 1960 году принята для общего употребления 11-й Генеральной конференцией по мерам и весам, как единица СИ. Ранее в качестве единицы частоты {\displaystyle \nu } использовали «цикл в секунду» (1 цикл в секунду = 1 Гц) и производные (килоцикл в секунду, мегацикл в секунду, киломегацикл в секунду, равные соответственно килогерцу, мегагерцу и гигагерцу).
Размерностью угловой частоты {\displaystyle \omega } остаётся с-1, фактически это означает «радиан в секунду» (радианы безразмерны). Возможно исчисление в «градусах в секунду», но такое должно оговариваться; {\displaystyle \omega } [0/c] = (3600/{\displaystyle 2\pi }){\displaystyle \cdot \omega } [рад/c].

## Частоты спектральных составляющих
С применением теоремы Фурье периодический, но не синусоидальный сигнал может быть сведён к сумме ряда синусоидальных:
{\displaystyle s(t)={\frac {s_{0}}{2}}+\sum \limits _{k=1}^{+\infty }s_{k}\sin \left(k{\frac {2\pi }{T}}t+\alpha _{k}\right)},
где {\displaystyle s_{k}} — коэффициенты, определяющие вклад частоты {\displaystyle \nu _{k}=k/T}, то есть относительную роль колебаний на этой частоте в сигнале {\displaystyle s(t)}. Составляющие этого ряда называют спектральными, а набором пар {\displaystyle \nu _{k}}, |{\displaystyle s_{k}}| задаётся амплитудный спектр изменяющейся величины. Величина {\displaystyle 1/T} — наинизшая частота, представленная в сигнале.
Возможность такого разложения позволяет сосредоточиться на изучении синусоидальных колебаний или волн на одной фиксированной частоте без потери общности.
Существуют важные случаи, когда {\displaystyle s_{0}=0}, а величина {\displaystyle <s^{2}(t)>} (усреднение по большому интервалу), равная {\displaystyle \sum |s_{k}|^{2}/2}, имеет смысл интенсивности {\displaystyle I}. Тогда пары {\displaystyle \nu _{k}}, {\displaystyle I_{k}} создают энергетический спектр. Так, при формировании светового спектра роль {\displaystyle s} может играть, с точностью до множителя, электрическая компонента поля, а при формировании спектра звука — избыточное давление. Применительно к непериодическим изменениям интенсивности вместо серии пар используется непрерывная функция спектральной плотности {\displaystyle dI(\nu )/d\nu }.

## Частота при неидеальной периодичности
На практике нередко встречаются процессы и сигналы, не являющиеся периодическими, но характеризующиеся довольно высокой степенью регулярности и повторяемости. Такие сигналы удобно представлять в квазигармонической форме:
{\displaystyle s(t)=A(t)\sin(\phi (t))},
где {\displaystyle \phi (t)} — зависящая от времени фаза. При идеальной периодичности она бы выражалась как {\displaystyle \phi =2\pi \nu t+\alpha }. Мгновенной частотой квазигармонического сигнала, по аналогии с гармоническим случаем, называется скорость изменения его фазы: 
{\displaystyle \nu ={\frac {d\phi }{dt}}}.
Свойства мгновенной частоты, естественно, отличаются от свойств частот спектральных составляющих.
Также при нестрогой периодичности может использоваться понятие «средняя частота», под которой понимается количество событий за большой промежуток времени, отнесённое к длительности этого промежутка.

## Частота в конкретных случаях

### Частота колебаний
Несколько примеров собственных частот колебательных процессов:
математический маятник ({\displaystyle l} — длина подвеса, {\displaystyle g} — ускорение свободного падения):
{\displaystyle \nu ={\frac {1}{2\pi }}{\sqrt {g \over l}}};
горизонтальный или вертикальный пружинный маятник ({\displaystyle m} — масса груза, {\displaystyle \kappa } — жёсткость пружины):
{\displaystyle \nu ={\frac {1}{2\pi }}{\sqrt {\frac {\kappa }{m}}}};
колебательный LC-контур ({\displaystyle L} — индуктивность, {\displaystyle C} — ёмкость контура):
{\displaystyle \nu ={\frac {1}{2\pi {\sqrt {LC}}}}}.

### Частота вращения
В механике при рассмотрении вращательного движения аналогом угловой частоты служит угловая скорость. Угловая частота вращательного движения равна модулю вектора угловой скорости.
Частота вращения — это физическая величина, равная числу полных оборотов за единицу времени. Единица частоты вращения — секунда в минус первой степени (с−1, s−1), оборот в секунду. Часто используются такие единицы как оборот в минуту или оборот в час.

### Частота излучения
В случае электромагнитного излучения периодически изменяющимися величинами являются напряжённости электрического и магнитного полей.
Частота волны (в видимом спектральном диапазоне) определяет её цвет: 4×1014 Гц — красный цвет, 8×1014 Гц — фиолетовый цвет; между ними в диапазоне (4...8)×1014 Гц лежат остальные цвета радуги. Электромагнитные волны, имеющие частоту менее 4×1014 Гц, невидимы для человеческого глаза, такие волны называются инфракрасным (ИК) излучением. Ниже по спектру лежит микроволновое излучение и радиоволны. Свет с частотой выше, чем 8×1014 Гц, также невидим для человеческого глаза; такие электромагнитные волны называются ультрафиолетовым (УФ) излучением. При увеличении частоты электромагнитная волна переходит в область, где расположено рентгеновское излучение, а при ещё более высоких частотах — в область гамма-излучения. Все эти волны, независимо от {\displaystyle \nu }, принципиально одинаковы. В вакууме они распространяются со скоростью света.

### Частота звуковой волны
Звук представляет собой распространяющиеся механические упругие колебания среды. В отличие от электромагнитного излучения, в вакууме никакого звука нет. Колебаться с той или иной частотой могут (в газе, жидкости) избыточное давление, плотность или (в твёрдом теле) координаты отдельных атомов.
Слуховой анализатор человека воспринимает акустические волны с частотами от 20 Гц до 20 кГц (с возрастом верхняя граница частоты слышимого звука снижается). У различных животных частотные диапазоны чувствительности к акустическим колебаниям различны.
В музыке обычно используются звуки, высота (основная частота) которых лежит от субконтроктавы до 5-й октавы. Так, звуки стандартной 88-клавишной клавиатуры фортепиано укладываются в диапазон от ноты ля субконтроктавы (27,5 Гц) до ноты до 5-й октавы (4186,0 Гц). Однако музыкальный звук обычно состоит не только из чистого звука основной частоты, но и из примешанных к нему обертонов, или гармоник (звуков с частотами, кратными основной частоте); относительная амплитуда гармоник определяет тембр звука. Обертоны музыкальных звуков лежат во всём доступном для слуха диапазоне частот. Отношения частот звуковых колебаний выражаются с помощью музыкальных интервалов, таких как октава, квинта, терция и т. п. Интервал в одну октаву между частотами звуков означает, что эти частоты отличаются в 2 раза, интервал в чистую квинту означает отношение частот 3/2. 
Звук с частотой более низкой, чем 20 Гц (соответствует ноте ми субконтроктавы), называется инфразвуком. Инфразвуковые колебания, хотя и не слышны, могут ощущаться осязательно. Звук с частотой выше 20 кГц называется ультразвуком, а с частотой выше 1 ГГц — гиперзвуком.

### Частота переменного тока
В Европе (в том числе в России и всех странах бывшего СССР), большей части Азии, Океании (кроме Микронезии), Африке и в части Южной Америки промышленная частота переменного тока в силовой сети составляет 50 Гц. В Северной Америке (США, Канада, Мексика), Центральной и в некоторых странах северной части Южной Америки (Бразилия, Венесуэла, Колумбия, Перу), а также в некоторых странах Азии (в юго-западной части Японии, в Южной Корее, Саудовской Аравии, на Филиппинах и на Тайване) используется частота 60 Гц. См. Стандарты разъёмов, напряжений и частот электросети в разных странах. Почти все бытовые электроприборы одинаково хорошо работают в сетях с частотой 50 и 60 Гц при условии одинакового напряжения сети. В конце XIX — первой половине XX века, до стандартизации, в различных изолированных сетях использовались частоты от 162⁄3 до 1331⁄3 Гц. Первая до сих пор используется на некоторых железнодорожных линиях мира напряжением 15 кВ, где была принята для использования электровозов без выпрямителей — тяговые двигатели постоянного тока питались напрямую от трансформатора.
В бортовых сетях самолётов, подводных лодок и т. д. используется частота 400 Гц. Более высокая частота силовой сети позволяет уменьшить массу и габариты трансформаторов и получить высокие частоты вращения асинхронных двигателей, хотя увеличивает потери при передаче на большие расстояния — из-за ёмкостных потерь, роста индуктивного сопротивления линии и потерь на излучение.

## Величины, связанные с частотой
- Ширина полосы частот: {\displaystyle \,\nu _{max}-\nu _{min}}
- Частотный интервал: {\displaystyle \,\log(\nu _{max}/\nu _{min})}
- Девиация частоты: {\displaystyle \,\Delta \nu /2}
- Период: {\displaystyle \,1/\nu }
- Длина волны: {\displaystyle \,{v}/\nu }
- Угловая скорость (скорость вращения): {\displaystyle \,d\phi /dt;2\pi F_{BP}}

## Метрологические аспекты
Для измерения частоты применяют частотомеры разных видов, в том числе: для измерения частоты импульсов — электронно-счётные и конденсаторные, для определения частот спектральных составляющих — резонансные и гетеродинные частотомеры, а также анализаторы спектра. Для воспроизведения частоты с заданной точностью используют различные меры — стандарты частоты (высокая точность), синтезаторы частот, генераторы сигналов и др. Сравнивают частоты компаратором частоты или с помощью осциллографа по фигурам Лиссажу.

### Эталоны
Для поверки средств измерения частоты используются национальные эталоны частоты. В России к национальным эталонам частоты относятся:
- Государственный первичный эталон единиц времени, частоты и национальной шкалы времени ГЭТ 1-98 — находится во ВНИИФТРИ.
- Вторичный эталон единицы времени и частоты ВЭТ 1-10-82 — находится в СНИИМ (Новосибирск).

### Вычисления
Вычисление частоты повторяющегося события осуществляют посредством учета количества появлений этого события в течение интервала времени наблюдения.  Полученное количество относят к продолжительности интервала времени наблюдения. Пример: если на протяжении 15 секунд произошло 71 однородное событие, то частота составит
{\displaystyle \nu ={\frac {71}{15\,{\mbox{s}}}}\approx 4{,}7\,{\mbox{Hz}}}
Если полученное количество отсчетов невелико, то более точным приемом является измерение временного интервала для заданного числа появлений рассматриваемого события, а не нахождение количества событий в пределах заданного промежутка времени. Использование последнего метода вводит между нулевым и первым отсчетом случайную ошибку, составляющую в среднем половину отсчета; это может приводить к появлению средней ошибки в вычисляемой частоте Δν = 1/(2 Tm), или же относительной погрешности Δν/ν = 1/(2vTm), где Tm — временной интервал, а ν — измеряемая частота. Ошибка убывает по мере возрастания частоты, поэтому данная проблема является наиболее существенной для низких частот, где количество отсчётов N мало.

### Методы измерения
Стробоскопический метод
Использование специального прибора — стробоскопа — является одним из исторически ранних методов измерения частоты вращения или вибрации различных объектов. В процессе измерения задействуется стробоскопический источник света (как правило, яркая лампа, периодически дающая короткие световые вспышки), частота работы которого подстраивается при помощи предварительно откалиброванной хронирующей цепи. Источник света направляется на вращающийся объект, а затем частота вспышек постепенно изменяется. Когда частота вспышек уравнивается с частотой вращения или вибрации объекта, последний успевает совершить полный колебательный цикл и вернуться в изначальное положение в промежутке между двумя вспышками, так что при освещении стробоскопической лампой этот объект будет казаться неподвижным. У данного метода, впрочем, есть недостаток: если частота вращения объекта (x) не равна частоте строба (y), но пропорциональна ей с целочисленным коэффициентом (2x, 3x и т. п.), то объект при освещении все равно будет выглядеть неподвижным.
Стробоскопический метод используется также для точной настройки частоты вращения (колебаний). В этом случае частота вспышек фиксирована, а изменяется частота периодического движения объекта до тех пор, пока он не начинает казаться неподвижным.
Метод биений
Близким к стробоскопическому методу является метод биений. Он основан на том, что при смешивании колебаний двух частот (опорной ν и измеряемой ν'1) в нелинейной цепи в спектре колебаний появляется также разностная частота Δν = |ν − ν'1|, называемая частотой биений (при линейном сложении колебаний эта частота является частотой огибающей суммарного колебания). Метод применим, когда более предпочтительным является измерение низкочастотных колебаний с частотой Δf. В радиотехнике этот метод также известен под названием гетеродинного метода измерения частоты. В частности, метод биений используется для точной настройки музыкальных инструментов. В этом случае звуковые колебания фиксированной частоты (например, от камертона), прослушиваемые одновременно со звуком настраиваемого инструмента, создают периодическое усиление и ослабление суммарного звучания. При точной настройке инструмента частота этих биений стремится к нулю.
Применение частотомера
Высокие частоты обычно измеряются при помощи частотомера. Это электронный прибор, который оценивает частоту определенного повторяющегося сигнала и отображает результат на цифровом дисплее или аналоговом индикаторе. Дискретные логические элементы цифрового частотомера позволяют учитывать количество периодов колебаний сигнала в пределах заданного промежутка времени, отсчитываемого по эталонным кварцевым часам. Периодические процессы, которые не являются по своей природе электрическими (такие, к примеру, как вращение оси, механические вибрации или звуковые волны), могут быть переведены в периодический электрический сигнал при помощи измерительного преобразователя и в таком виде поданы на вход частотомера. В настоящее время приборы этого типа способны охватывать диапазон вплоть до 100 ГГц; этот показатель представляет собой практический потолок для методов прямого подсчёта. Более высокие частоты измеряются уже непрямыми методами.
Непрямые методы измерения
Вне пределов диапазона, доступного частотомерам, частоты электромагнитных сигналов нередко оцениваются опосредованно, с помощью гетеродинов (то есть частотных преобразователей). Опорный сигнал заранее известной частоты объединяется в нелинейном смесителе (таком, к примеру, как диод) с сигналом, частоту которого необходимо установить; в результате формируется гетеродинный сигнал, или — альтернативно — биения, порождаемые частотными различиями двух исходных сигналов. Если последние достаточно близки друг к другу по своим частотным характеристикам, то гетеродинный сигнал оказывается достаточно мал, чтобы его можно было измерить тем же частотомером. Соответственно, в результате этого процесса оценивается лишь отличие неизвестной частоты от опорной, каковую следует определять уже иными методами. Для охвата ещё более высоких частот могут быть задействованы несколько стадий смешивания. В настоящее время ведутся исследования, нацеленные на расширение этого метода в направлении инфракрасных и видимо-световых частот (т. н. оптическое гетеродинное детектирование).

## Частота математическая
Понятие «частота» также существует в математике — в значении «встречаемость». Она ограничена интервалом [0...1] и безразмерна. В случае физического квазипериодического процесса ей может быть придан смысл экспериментально (статистически) определяемой вероятности свершения «события» (допустим, попадания маятника в верхнюю точку) за интересующий промежуток времени {\displaystyle \tau <T}, момент начала которого выбран случайным образом. 
В теории вероятностей
В рамках теории вероятностей относительная частота события принадлежит к числу основополагающих понятий наряду с собственно вероятностью. Терминологически она определяется как отношение числа испытаний, в которых проявилось определенное событие, к общему количеству фактически проведенных испытаний. Слово «фактически» является в данном случае ключевым: относительная частота события может быть вычислена исключительно после проведения опыта, в то время как вероятность абстрактна и поддается оценке в том числе и без практических испытаний. Относительная частота характеризуется устойчивостью: согласно результатам наблюдений, при достаточно большом количестве опытов, проводимых в идентичных условиях, данный показатель практически не меняется и колеблется вблизи некоторой постоянной.
В математической статистике
Согласно собственно определению математической статистики, в её пределах данные описываются с помощью частотных характеристик. В данном случае частота трактуется как отношение количества наблюдаемых единиц, которые принимают определенное значение или находятся в пределах конкретного интервала, к общему числу наблюдений. Упомянутое определение отвечает в первую очередь особенностям и потребностям одномерной статистики; если статистическое исследование многомерно, подход к интерпретации понятия статистических данных и всего, что с таковыми связано, является несколько иным. Математическая статистика также исходит из представлений о том, что частота характеризуется непосредственной связью с вероятностью и при общем числе наблюдений, стремящемся к бесконечности, в конечном счете сводится к ней.